# Bernardo de Médici

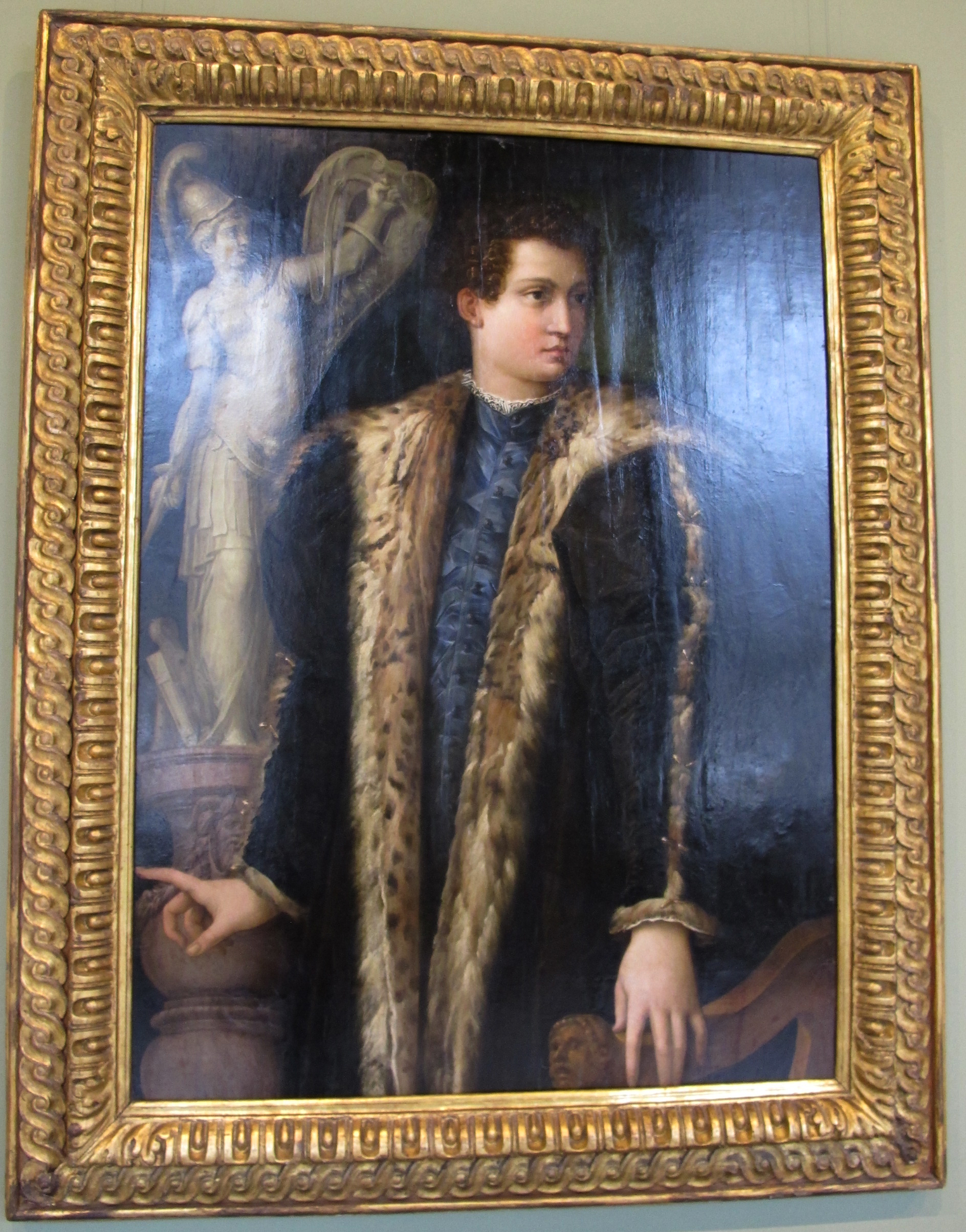
Bernardetto de Médici.

Bernardo de Médici, familiarmente conocido como "Bernardetto" (Florencia, c. 1520 - Nápoles, 1576), noble florentino que al trasferirse a Nápoles fundó la rama Médici de Ottaviano.

## Biografía
Pertenecía a una rama secundaria de la familia Médici, era hijo de Octaviano de Médici y de Bartolomea Giugni. Se casó en 1559 con Julia de Médici (para ella eran sus segundas nupcias), hija natural y legitimada del Duque Alejandro de Médici.
En 1567 compró el feudo de Ottaviano cercano a Nápoles y allí se transfirió con su familia, probablemente entre otros motivos esto se debió a desacuerdos en la corte de Cosme I de Médici donde su esposa había tenido desavenencias a debido a su conducta altanera.
La pareja tuvo como hijo a Alejandro, Señor de Ottaviano, Gobernador de Borgo y General de la Santa Iglesia Romana, y el hijo de éste, Bernardo, fue el primer Príncipe de Ottaviano. 
Sus descendientes reclamaron para sí el título de Gran Duques de Florencia una vez que la rama principal de los Médici (descendientes de Cosme I) se extinguió, pero debido a la envestidura de Carlos V entregada a Cosme, que dejaba fuera de la sucesión a cualquier otra rama Médici, este requerimiento no fue atendido.
La línea de los Príncipe de Ottaviano existe hasta nuestros días y son los más próximos a la sucesión del Gran Ducado.